# Volta (album)
| Recensione          | Giudizio |
| ------------------- | -------- |
| AllMusic            |          |
| The Guardian        |          |
| New Musical Express | 8/10     |
| Rolling Stone       |          |

Volta è il sesto album in studio della cantante islandese Björk (il settimo, contando anche l'omonimo album solista del 1977).

## Descrizione
Volta è il primo lavoro di Björk in cui la cantante si avvale del contributo del produttore contemporary R&B Timbaland, il quale firma e produce Earth Intruders, Hope e Innocence, mentre Mark Bell continua il lungo sodalizio con Björk producendo il brano Declare Independence. Volta è un album dominato dal senso del ritmo, da cui il titolo che omaggia la pila di Volta, un modo per ribadire l'energia che caratterizza l'opera. Peculiarità dell'album è il largo utilizzo di strumenti del folklore popolare come la kora, suonata da Toumani Diabaté in Hope, o la pipa, strumento della tradizione cinese, suonato da Min Xiao-Fen in I See Who You Are. Altri ospiti del disco sono i Konono Nº1, un gruppo di percussionisti della Repubblica Democratica del Congo che suonano in Earth Intruders. Sono presenti anche due duetti con Antony Hegarty, My Juvenile e The Dull Flame of Desire.

Il disco parla della natura nel suo modo più selvaggio, ed è anche il primo album della cantante in cui acquistano una certa rilevanza le tematiche politiche: la traccia Hope, ispirata a un fatto di cronaca vero, narra la morte di una kamikaze incinta, mentre il testo di Earth Intruders è stato ispirato da una visione della stessa cantante: la Casa Bianca travolta da uno tsunami umano. Le tematiche ambientaliste e la critica sociale, in particolar modo verso le religioni, si amalgamano nella canzone Vertebrae by Vertebrae, a proposito della quale dice, durante un'intervista al mensile la Repubblica XL:
Il 26 aprile 2019 l'album viene rilasciato dalla One Little Independent Records anche in formato di musicassetta.

## Tracce
Edizione standard
1. Earth Intruders (feat. Konono Nº1) – 6:12 (Timbaland, Danja, Björk)
2. Wanderlust – 5:49 (Björk, Sjón)
3. The Dull Flame of Desire (feat. Antony Hegarty) – 7:28 (Björk) – poesia di Fëdor Tjutčev, traduzione
4. Innocence – 4:25 (Timbaland, Danja, Björk)
5. I See Who You Are (feat. Min Xiao-Fen) – 4:20 (Björk, Mark Bell)
6. Vertebrae by Vertebrae – 5:06 (Björk)
7. Pneumonia – 5:12 (Björk)
8. Hope (feat. Toumani Diabaté) – 4:01 (Björk, Timbaland)
9. Declare Independence – 4:12 (Björk, Mark Bell)
10. My Juvenile (feat. Antony Hegarty) – 4:01 (Björk)

Bonus track per il Regno Unito
1. I See Who You Are (Mark Bell Mix) – 4:05 (Björk, Mark Bell)

Bonus track per iTunes
1. Earth Intruders (Extended Mark "Spike" Stent Mix) – 4:26 (Timbaland, Danja, Björk)

## Formazione
Di seguito sono elencati i musicisti che hanno suonato nel disco e il personale che ha collaborato alla sua realizzazione.
- Björk – arrangiamenti, arrangiamento ottoni, clavicordo, produzione, composizione, programmazione, synth-bass, voce
- Timbaland – programmazione (tracce 1, 4), tastiera (tracce 1, 4), loop percussioni (traccia 8), composizione (tracce 1, 4, 8), produzione (tracce 1, 4)
- Danja – composizione (tracce 1, 4), co-produzione (tracce 1, 4), programmazione percussioni (tracce 1, 4, 8), tastiera (tracce 1, 4)
- Mark Bell – programmazione (tracce 1, 2, 6, 9), tastiera (traccia 5), composizione (tracce 5, 9), produzione (traccia 9), sintetizzatore (traccia 9)
- Damian Taylor – programmazione, montaggio, ingegnere del suono, produzione (traccia 6)
- Sigurjon "Sjón" Sigurdsson – composizione (traccia 2)
- Michael Pärt – montaggio, ingegnere del suono
- Chris Corsano – batteria (traccia 1), percussioni (traccia 5)
- Brian Chippendale – batteria (traccia 3)
- Konono N°1 – kalimba (traccia 1)
- Pete Davis – programmazione (tracce 1, 4)
- Jimmy Douglas – ingegnere del suono (tracce 1, 4), missaggio (tracce 1, 4)
- Paul "P-Dub" Walton – ingegnere del suono (traccia 1)
- Christophe Tonglet – ingegnere del suono (traccia 1)
- Vincent Kenis – ingegnere del suono
- Aron Arnarsson – ingegnere del suono (tracce 2, 3, 5, 10)
- Anohni (indicata come Antony) – voce (tracce 3, 10)
- Jónas Sen – clavicordo (traccia 10)
- Mark Robertson – trascrizione midi e preparazione parti per ottone (tracce 2, 3, 5, 7)
- Hector Castillo – ingegnere del suono (tracce 3, 5)
- Ishiho Nishiki – assistente ingegnere del suono (tracce 3, 5)
- Min Xiao-Fen – pipa (traccia 5)
- Nico Muhly – arrangiamento ottoni (traccia 7), direttore (traccia 7)
- Christian Rutledge – appaltatore (traccia 7)
- Jason Agel – assistente ingegnere del suono (traccia 7)
- Andy Manganello – ingegnere del suono (traccia 7)
- Neil Dorfsman – ingegnere del suono, missaggio (traccia 7)
- Toumani Diabaté – kora (traccia 8)
- Yves Werner – ingegnere del suono (traccia 8)
- Mark "Spike" Stent – missaggio (tracce 2, 3, 5, 10)
- Ted Jensen – mastering
- Dave Paterson – tecnico del suono
- Alex Dromgoole – assistente ingegnere del suono
- Daniel Morrison – assistente ingegnere del suono
- David Emery – assistente ingegnere del suono
- Jonathan Tams – assistente ingegnere del suono
- Nellee Hooper – consulente musicale
- M/M Paris – direzione artistica, design
- Bernhard Willhelm – design (scultura)
- The Icelandic Love Corporation – costume all'uncinetto
- Inez van Lamsweerde e Vinoodh Matadin – fotografia (immagini)
- Nick Knight – fotografia (scultura)

Ottoni
- Bergrún Snæbjörnsdóttir
- Björk Níelsdóttir
- Brynja Guðmundsdóttir
- Dröfn Helgadóttir
- Erla Axelsdóttir
- Harpa Jóhannsdóttir
- Karen J. Sturlausson
- Lilja Valdimarsdóttir
- Sigrún Jónsdóttir
- Sylvia Hlynsdóttir
- Særún Pálmadóttir
- Valdis Þorkelsdóttir
- Vilborg Jónsdóttir
- Ása Berglind Hjálmarsdóttir
- Einar Jónsson
- Eiríkur Örn Pálsson
- Emil Friðfinnson
- Joseph Ognibene
- Oddur Björnsson
- Roine Hultgren
- Sigurður Þorbergsson
- Ásgeir H. Steingrímsson

Corni
- Amber Chisholm-Lane
- Chas Yarborough
- Christopher Costanzi
- Robert Jost
- Sharon Moe
- Susan Panny
- Theo Primis

## Classifiche

### Classifiche settimanali
| Classifica (2007)                                       | Posizione massima |
| ------------------------------------------------------- | ----------------- |
| Australia (ARIA)                                        | 20                |
| Austria (Ö3 Austria)                                    | 5                 |
| Belgio (Ultratop Fiandre)                               | 9                 |
| Belgio (Ultratop Vallonia)                              | 14                |
| Danimarca (Track Top-40)                                | 1                 |
| Finlandia (Suomen virallinen lista)                     | 7                 |
| Francia (Syndicat national de l'édition phonographique) | 3                 |
| Germania (Offizielle Deutsche Charts)                   | 9                 |
| Giappone (Oricon)                                       | 12                |
| Irlanda (Irish Albums Chart)                            | 10                |
| Italia (FIMI)                                           | 12                |
| Messico (AMPROFON)                                      | 6                 |
| Nuova Zelanda (The Official NZ Music Charts)            | 32                |
| Paesi Bassi (Dutch Charts)                              | 17                |
| Portogallo (AFP)                                        | 9                 |
| Regno Unito (Official Albums Chart)                     | 7                 |
| Spagna (PROMUSICAE)                                     | 5                 |
| Stati Uniti (Billboard 200)                             | 9                 |
| Stati Uniti (dance/electronic)                          | 1                 |
| Stati Uniti (rock)                                      | 2                 |
| Svezia (Sverigetopplistan)                              | 11                |
| Svizzera (Schweizer Hitparade)                          | 3                 |
| Taiwan (G-Music)                                        | 14                |

### Classifiche di fine anno
| Classifica (2009) | Posizione |
| ----------------- | --------- |
| Islanda           | 74        |

## Date di pubblicazione
| Paese         | Data           | Etichetta                       |
| ------------- | -------------- | ------------------------------- |
| Messico       | 1º maggio 2007 | Universal Music                 |
| Giappone      | 2 maggio 2007  | Polydor · Universal Music Japan |
| Regno Unito   | 7 maggio 2007  | One Little Independent          |
| Stati Uniti   | 8 maggio 2007  | Elektra · Atlantic · Warner     |
| Canada        | 8 maggio 2007  | Elektra · Atlantic · Warner     |
| Hong Kong     | 8 maggio 2007  | Universal Music                 |
| Israele       | 10 maggio 2007 | Universal Music                 |
| Taiwan        | 15 maggio 2007 | Polydor · Universal Music       |
| Corea del Sud | 16 maggio 2007 | Polydor · Universal Music       |